# Regulo Alberto Briceno
Regulo Alberto Briceno (ur. 13 lutego 1989 w Turmero) – wenezuelski siatkarz, grający na pozycji libero w klubie Aragua.. Reprezentował swój kraj na Mistrzostwach Świata 2014.